# Hatfield Broad Oak
Hatfield Broad Oak är en by och en civil parish i Uttlesford i Essex i England. Orten har 1 167 invånare (2001).